# Микитюк, Мария Михайловна
Мария Михайловна Микитюк (1995, Старые Кривотулы, Ивано-Франковская область — 8 января 2020, Тегеран) — стюардесса Международных авиалиний Украины. Погибла в авиакатастрофе самолёта под Тегераном. Герой Украины (2020).

## Биография
Родилась в 1995 году в селе Старые Кривотулы, на Украине. Окончила гимназию № 1. С 2012—2018 год училась в Национальном авиационном университете, на факультете лингвистики и социальных коммуникаций. Работала в Международных авиалиниях Украины. Погибла 8 января 2020 при сбитии ПВО Ирана самолёта Boeing 737 над Тегераном. Похоронена в родном селе.

## Награды
Звание Герой Украины — посмертно присвоено указом президента Украины от 29 декабря 2020 года «за мужество и самоотдачу при выполнении служебного долга…».

## Личная жизнь
Была единственным ребёнком в семье. Планировала выйти замуж.